# Řád lázně

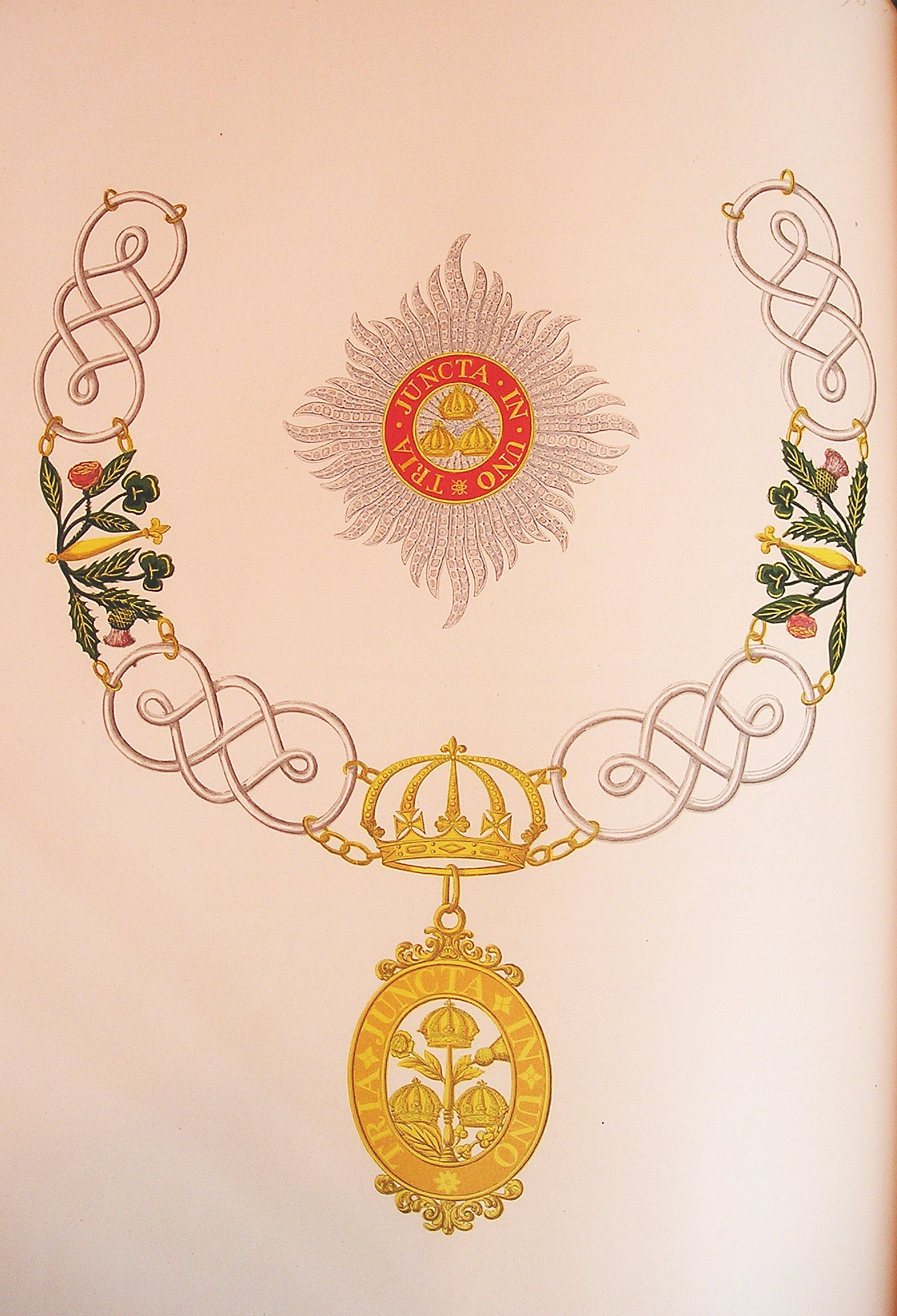
Odznak, hvězda a řetěz velkého kříže řádu v občanské skupině

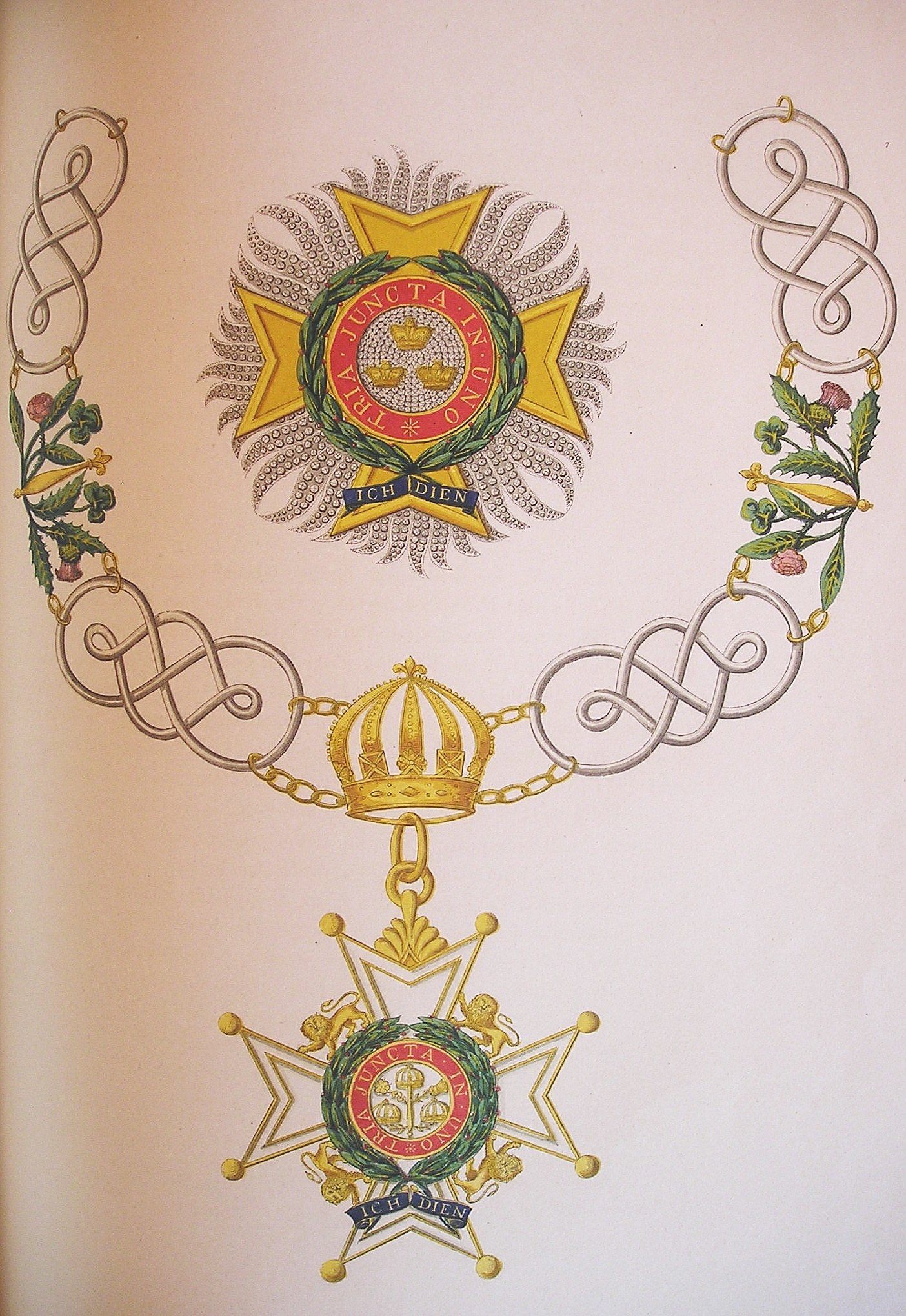
Odznak, hvězda a řetěz velkého kříže řádu ve vojenské skupině

Řád lázně, zastarale česky Bathský řád (anglicky Order of the Bath, úplným názvem The Most Honourable Order of the Bath) je britský vojenský řád. Původ řádu, existujícího v současné podobě od 18. století, je odvozován od středověkého řádu, který vznikl roku 1399 a zanikl v roce 1661. Název řádu je odvozen od obřadné lázně, která byla při vstupu do něj povinná. Obnovený řád byl ustanoven anglickým králem Jiřím I. roku 1725. Heslo řádu je „Tria juncta in uno“ (trojí spojeno v jedno).

## Historie
V roce 1399 založil Jindřich IV. řád, který byl nazván od obřadu lázně, jemuž se rytíři před svým přijetím podrobovali na znamení očisty. Původně měl jednu třídu, velmistra a 36 rytířů. Poslední rytíři dle staré formy byli jmenováni při korunovaci Karla II. roku 1661.
Jiří I. obnovil tento řád 25. května 1725 a dal mu nové stanovy. Dle stanov z 2. ledna roku 1815 byl většinou řádem vojenským; dne 14. dubna 1847 byla zavedena při 2. a 3. třídě skupina civilní. Nyní se dělí dle stanov daných královnou Viktorií dne 31. ledna 1859 na tři třídy. Další úpravy stanov byly provedeny králem Jiřím V., především se to týkalo uvádění nových členů do řádu. První takto obnovené uvádění proběhlo 22. července 1913 a od té doby se pravidelně opakuje. V roce 1971 bylo povoleno vstupovat do řádu také ženám. Řádovým dnem je 20. říjen. Cizinci mohou být čestnými členy řádu.

## Podoba
Členové I. třídy řádu nosí řád na zlatém náhrdelním řetěze, skládajícím se z 9 korun říšských, 8 zlatých žezel s růží, bodlákem a jetelem (znaky zemí Spojeného království) a ze 17 uzlů. Majitelé vojenského velkokříže mají jako řádový znak zlatý osmihranný maltézský kříž a v jeho středu jsou na bílém smaltu tři koruny mezi růží, bodlákem a jetelem, obtočené dvěma červenými kruhy a heslem „Tria juncta in uno“ (tři spojeno v jedno); dva věnce vavřínové a pod nimi motto „Ich dien“ (Sloužím), přijaté prý Černým princem od českého krále Jana Lucemburského. Dle jiných jsou to slova kymrická „I ych dien“ (k vaší zkáze), heslo království a pak prince z Walesu.
Odznak řádu pro občanské velkokříže je zlatý ovál s týmiž ozdobami, až na vavřínové věnce a motto „Ich dien“. Řád se nosí při slavnostech na řetěze, jindy na stuze karmazinové přes rameno. Hvězda (Star of the Bath) má ve středu tři zlaté říšské koruny obklopené řádovým heslem na rudém smaltovém pruhu, a vavřínový věnec na čtyřhranné hvězdě stříbrné, z jejíž uhlů vycházejí plameny; pod středem je heslo „Ich dien“; u voj. velkokřížů místo toho maltézský zlatý kříž se stříbrnými plameny a týmž středem.
Řádový kroj je atlasový plášť karmasinový s vyšitou hvězdou a čapka.

## Hierarchie
Nejvyšší osobou v řádu je suverén, tuto hodnost vykonává král nebo královna Spojeného království. Druhou nejvyšší osobou je řádový velmistr, ten se počítá jako první z rytířů a dam velkého kříže. Dále následují skupiny ve třech třídách:
- I. dámy a rytíři velkokřížoví (Knights Grand Cross GCB, Dame Grand Cross GCB) v počtu 120: vojenská skupina udělována od hodnosti generálmajora nebo kontradmirála;
- II. dámy a rytíři komandéři (Knights Commanders KCB, Dame Commander DCB) v počtu 355: vojenská skupina udělována od hodnosti podplukovníka nebo námořního kapitána. Mají jako I. třída titul sir a hodnost rytířů (knights). Kříž II. a III. třídy je menší než u I. třídy, hvězda II. třídy je stříbrná a má formu kříže.
- III. společnice a společníci (Companions CB) v počtu 1925: vojenská skupina udělována od hodnosti alespoň majorské. Jdou v hodnosti za rytíři, ale před esquiry.

## Vyznamenaní Češi

### I. třída (GCB)
- Václav Havel (dramatik, politik, první prezident České republiky), udělen 1996[3][4]

### II. třída (KCB, DCB)
- Stanislav Čeček (divizní generál, účastník 1. odboje), udělen 1918[5][6]
- Sergěj Ingr (armádní generál, účastník 1. a 2. odboje), udělen 1947[7][8][9]
- Karel Janoušek (armádní generál, účastník 1. a 2. odboje, jediný československý maršál), udělen 1941[10][11]
- Ondřej Mézl (divizní generál, účastník 1. a 2. odboje), udělen 1945[12]
- Bedřich Neumann (divizní generál, účastník 1. a 2. odboje), udělen 1941[13][14]
- Ludvík Svoboda (armádní generál, účastník 1. a 2. odboje, politik, sedmý prezident Československa), udělen 1946[14][15][16]
- Jan Syrový (armádní generál, účastník 1. odboje, politik), udělen 1919[17][18]

### III. třída (CB)
- Bohumil Boček (armádní generál, účastník 1. a 2. odboje), udělen 1946[19][20][14]
- Antonín Hasal (armádní generál, účastník 1. a 2. odboje, politik), udělen 1942[21]